# Decemtestis azumae
Decemtestis azumae är en plattmaskart. Decemtestis azumae ingår i släktet Decemtestis och familjen Opecoelidae. Inga underarter finns listade i Catalogue of Life.